# 多様体の圏
数学の一分野である圏論において Cp-級多様体の圏（たようたいのけん、英: category of manifolds）Manp は、すべての Cp-級可微分多様体を対象とし、すべての Cp-級可微分写像（p-回連続的微分可能写像を射とする圏である。二つの Cp-級写像の合成はやはり Cp-級となるから、確かにこれで圏が得られている。
しばしば特定の圏 A に属する対象をモデルに持つ多様体（A における多様体対象）のみを考えたいという場合が生じる。そのような限定された意味の多様体の成す圏は Manp(A) のように書き表す。同様に特定の空間 E の上で定められる多様体の成す圏を Manp(E) と書く。
滑らかな多様体の圏 Man∞ や解析多様体の圏 Manω も同様に考えられる。

## 具体圏として
御多分に漏れず、多様体の圏 Manp は具体圏である。すなわち対象は集合に構造を加えたもの（いまの場合は位相とCp-級可微分構造を定めるチャートの成すアトラスの同値類）であり、かつ射はその構造を保つ写像になっている。可微分構造を忘れることにより、各多様体にその台となる位相空間を対応させ、可微分写像を台となる連続写像に対応させる位相空間の圏への自然な忘却函手 U: Manp → Top が得られる。同様に集合の圏への自然な忘却函手 U′: Manp → Set が、各多様体を単にその台となる集合と見て、可微分写像を単に写像と見ることで与えられる。